# Astérix (satellit)
För andra betydelser, se Asterix (olika betydelser).
Astérix, är Frankrikes första satellit, den sköts upp från Hammaguir i Algeriet, med en Diamant A-raket den 26 november 1965. Satelliten hette ursprungligen A-1 (A = Armées), men tillnamnet Astérix spreds bland folket i kommandocentralen. Namnet kom efter den franska seriefiguren Asterix, vars serie samtidigt nått nya popularitetsnivåer.

## Beskrivning
Bärraketen Diamant A var en vidareutveckling av den tidigare Diamant. Den hade tagits fram för bruk inom det franska ballistiska missilprogrammet, och Asterix-uppskjutningen var första gången den kom till användning. A:et i satellitens A-1-beteckning stod för Armées, men i marknadsföring och tidningsartiklar kom Astérix (den lilla stjärnan) snart att bli den allt överskuggande uttrydningen.
På grund av sin höga omloppsbana kommer satelliten att fortsätta cirkla runt jorden i flera århundraden. Frankrike blev det sjätte landet i världen att ha en egen satellit i omloppsbana och det tredje i världen att själva skicka upp en satellit.